# Spengler Cup 1977
Der Spengler Cup 1977 (französisch Coupe Spengler 1977) war die 51. Auflage des gleichnamigen Wettbewerbs und fand vom 26. bis 30. Dezember 1977 im Schweizer Luftkurort Davos statt. Als Spielstätte fungierte das dortige Eisstadion.
Es siegte der SKA Leningrad, der drei seiner vier Partien gewann, vor dem ASD Dukla Jihlava. Im Anschluss an die Partie zwischen beiden Mannschaften, das Leningrad mit 2:0 gewonnen hatte, musste ein Penaltyschiessen aufgrund der Punktgleichheit beider Teams entscheiden. Leningrad gewann selbiges und sicherte sich damit zum dritten Mal nach 1970 und 1971 den Titel. Der Gastgeber HC Davos nahm wie in den Vorjahren nicht am Turnier teil und wurde von Schweizer Seite durch die landeseigene Nationalmannschaft vertreten.
Aufgrund anhaltenden Schneefalls wurde die Partie zwischen dem ASD Dukla Jihlava und dem Kölner EC nach Beendigung des zweiten Drittels beim Stand von 7:1 für Jihlava abgebrochen und mit einem Sieg für den tschechoslowakischen Armeeklub gewertet. Ebenso erging es der Begegnung zwischen der Schweizer Nationalmannschaft und AIK Stockholm, die aufgrund des Schneefalls nicht ausgetragen wurde und somit nicht in die Turnierwertung einging. Der Tschechoslowake Jirí Holík war mit fünf Scorerpunkten, darunter vier Tore, erfolgreichster Akteur des Turniers.
In der Folge des Turnieres trugen der Turniergewinner aus Leningrad und Jihlava am 1. Januar 1978 ein weiteres Freundschaftsspiel in Kreuzlingen aus. Jihlava gewann das Spiel mit 4:2 und konnte sich somit für die im Turnier erlittene Niederlage revanchieren.

## Modus
Die fünf teilnehmenden Teams spielten in einer Einfachrunde im Modus «jeder gegen jeden», so dass jede Mannschaft vier Spiele bestritt. Die punktbeste Mannschaft errang den Turniersieg.

## Turnierverlauf
| Dezember 1977 | Schweiz | 2:6 (2:2, 0:1, 0:3) | ASD Dukla Jihlava | Eisstadion, Davos |

| Dezember 1977 | SKA Leningrad | 6:1 (2:1, 1:0, 3:0) | Kölner EC | Eisstadion, Davos |

| Dezember 1977 | AIK Stockholm | 2:3 (0:1, 1:2, 1:0) | ASD Dukla Jihlava | Eisstadion, Davos |

| Dezember 1977 | Schweiz | 3:5 (1:1, 1:2, 1:2) | Kölner EC | Eisstadion, Davos |

| Dezember 1977 | AIK Stockholm | 6:3 (2:2, 3:1, 1:0) | SKA Leningrad | Eisstadion, Davos |

| Dezember 1977 | Schweiz | 4:7 (1:3, 1:1, 2:3) | SKA Leningrad | Eisstadion, Davos |

| Dezember 1977 | ASD Dukla Jihlava | 7:1 * (4:1, 3:0, -:-) | Kölner Haie | Eisstadion, Davos |

| Dezember 1977 | Schweiz | -:- * (-:-, -:-, -:-) | AIK Stockholm | Eisstadion, Davos |

| Dezember 1977 | AIK Stockholm | 3:3 (1:1, 1:0, 1:2) | Kölner Haie | Eisstadion, Davos |

| Dezember 1977 | SKA Leningrad | 2:0 (1:0, 0:0, 1:0) | ASD Dukla Jihlava | Eisstadion, Davos |

| Pl. |                   | Sp | S | U | N | Tore  | Punkte |
| --- | ----------------- | -- | - | - | - | ----- | ------ |
| 1.  | SKA Leningrad     | 4  | 3 | 0 | 1 | 18:11 | 6:2    |
| 2.  | ASD Dukla Jihlava | 4  | 3 | 0 | 1 | 16:07 | 6:2    |
| 3.  | AIK Stockholm     | 3  | 1 | 1 | 1 | 11:09 | 3:3    |
| 4.  | Kölner EC         | 4  | 1 | 1 | 2 | 10:19 | 3:5    |
| 5.  | Schweiz           | 3  | 0 | 0 | 3 | 09:18 | 0:6    |